# Marcaje nulo
El marcaje nulo es un recurso morfosintáctico, en el cual no hay marcas gramaticales ni en el núcleo ni en los complementos de los sintagmas.
El marcaje nulo generalizado a todas las construcciones es poco frecuente, pero instancias individuales de marcaje nulo en varias formas ocurre en una gran cantidad de idiomas. El vietnamita y el indonesio son dos lenguas nacionales tomadas en cuenta en el WALS que tienen marcaje nulo. El pirahã es otro idioma con marcaje nulo (entre sus muchas otras características infrecuentes).
En muchos idiomas del este y sudeste de Asia, tales como el tailandés o el chino, el verbo y sus complementos no son marcados. Por otra parte, la posesión se marca en tales idiomas usando partículas enclíticas o proclíticas entre el sustantivo posesor y el poseído.
Algunos idiomas, tales como el árabe, usan un proceso similar llamado "yuxtaposición" en jerga lingüística, para indicar relaciones posesivas. En árabe, dos sustantivos uno a la par del otro indican una relación de poseído-posesor, por ej. كتب مريم kutub Maryam 'los libros de Maryam' (literalmente, "libros Maryam"). La poca frecuencia del marcaje nulo generalizado a todas las construcciones se debe a que los idiomas con yuxtaposición tienden a tener mucha mayor flexión que los idiomas con marcaje nulo en los sintagmas verbales, por lo que los dos casi nunca ocurren al mismo tiempo.